# Pusio elegans
Cantharus elegans
Espèce
Synonymes
- Triton (Pusio) elegans Gray in Griffith & Pidgeon, 1833[1]
- Buccinum insignis Reeve, 1846[1]
- Cantharus elegans (Gray in Griffith & Pidgeon, 1833)[1]
- Pisania aequilirata Carpenter, 1857[1]

Pusio elegans est une espèce de mollusques gastéropodes de la famille des Pisaniidae et qui se rencontre au Panama et au Mexique.

## Systématique
L'espèce Pusio elegans a été initialement décrite en 1833 par Gray, dans une publication de Griffith et Pidgeon, sous le protonyme de Triton (Pusio) elegans.
Cette espèce a un temps était classée sous le taxon Cantharus elegans désormais considéré invalide par le WoRMS. Cet ancien taxon admet un homonyme, Cantharus elegans Olsson, 1942, qui est un synonyme de †Antillophos elegans Guppy, 1866, une espèce fossile du Miocène de la République Dominicaine.

## Publication originale
- Edward Griffith, Edward Pidgeon, The Mollusca and Radiata. Arranged by the Baron Cuvier, with Supplementary Additions to each Order (publication), 1834.